# لومن پیرس
لومَن آن پیِرس (به انگلیسی: Lumen Ann Pierce) یک شخصیت خیالی با بازی جولیا استایلز در فصل پنجم مجموعه تلویزیونی دکستر است. او در قسمت سوم فصل پنجم «عملاً عالی» به عنوان قربانی بوید فولر، که یک تجاوز گر جنسی است، وارد داستان می‌شود و تا انتهای فصل پنج در سریال حضور دارد. او شاهد قتل بوید فولر توسط دکستر است اما از آنجا که بی‌گناه است، با اصول دکستر برای قتل هم‌خوانی ندارد و با وجود این که برای دکستر یک تهدید حساب می‌شود، او لومن را زنده نگه می‌دارد. لومن به دکستر می‌گوید که او توسط بوید فولر و چهار مرد دیگر مورد ضرب و شتم و تجاوز گروهی قرار گرفته‌است و خواهان انتقام از آن افراد است و در این مسیر حاضر به انجام هر کاری می‌باشد. در ادامه داستان روابط دکستر و لومن وارد مراحل جدیدی می‌شود.